# 1987 في كندا
فيما يلي قوائم الأحداث التي وقعت خلال عام 1987 في كندا.

## سياسة

### تعيين في المنصب
- 1 يناير – تشارلز توماس Commander of the Royal Canadian Navy [الإنجليزية]‏.

## أفلام
من الأفلام التي صدرت هذه السنة في كندا:
- 15 أغسطس – الذبابة من إخراج ديفد كروننبرغ.

## موسيقى

### أغاني
من الأغاني التي صدرت هذه السنة في كندا:
- 1 يناير – اهرب معنا من غناء ليزا لويد.

## مواليد

### يناير
- 20 يناير – روبرت فرح مقصود لاعب كرة مضرب كولومبي.

### فبراير
- 21 فبراير – إلين بيج ممثلة كندية.

### أبريل
- 1 أبريل – ماكنزي ديفيس
- 4 أبريل – سارة جادون ممثلة كندية.
- 10 أبريل – شاي ميتشل
- 13 أبريل – ستيفاني سكربا لاعبة كرة سلة كندية.

### مايو
- 4 مايو – خايمي بيترز لاعب كرة قدم كندي.
- 7 مايو – نيكيتا هولدر منافِسة أوليمبية كندية.
- 19 مايو – ديفيد إدغار لاعب كرة قدم كندي.

### يونيو
- 19 يونيو – ميلاني غلوريا لاعبة كرة مضرب كندية.

### يوليو
- 14 يوليو – سارة كانينغ ممثلة كندية.
- 22 يوليو – ليام ماكمورو لاعب كرة سلة كندي.

### أغسطس
- 7 أغسطس – سيدني كروسبي لاعب هوكي جليد كندي.
- 14 أغسطس – ديدييه بنس ملاكم كندي.
- 23 أغسطس – جيمي فاندربيكين

### سبتمبر
- 4 سبتمبر – لوغان ماكغينيس
- 7 سبتمبر – ألكسندرا فوزنياك لاعبة كرة مضرب كندية.
- 8 سبتمبر – ألكسندر بيلوديو متزحلق حر كندي.
- 13 سبتمبر – جوناتان دي غوزمان لاعب كرة قدم هولندي.
- 13 سبتمبر – جينا

### أكتوبر
- 15 أكتوبر – جيسي ليفينز
- 18 أكتوبر – روبي سيهوتا لاعب كرة سلة كندي.

### نوفمبر
- 17 نوفمبر – كات ديلونا
- 26 نوفمبر – ديفيد فييو درّاج طريق كندي.

## وفيات

### مايو
- 31 مايو – دوروثي باتريك (مواليد 1921) ممثلة كندية.

### سبتمبر
- 11 سبتمبر – لورني غريني (مواليد 1915)
- 12 سبتمبر – جون كوالين (مواليد 1899)